# B-Fab
Briana Brandy (Canton, Ohio, 22 de noviembre de 1990) es una luchadora profesional y música estadounidense. Actualmente trabaja para la empresa WWE, donde se presenta en la marca SmackDown bajo el nombre de B-Fab.

## Primeros años
Brandy nació en Canton, Ohio. Jugó baloncesto y compitió en natación durante sus años de educación secundaria.

## Carrera

### WWE (2019–2021)

#### Inicios y NXT (2017-2021)
Durante el verano de 2017, Brandy participó en un tryout de WWE en el que alterno con luchadores independientes como Cody Deaner y Mike Taverna. El 28 de agosto de 2019, se informó que había sido contratada y firmada a un contrato de desarrollo.
El 5 de diciembre de 2019, Brandy hizo su debut durante un evento en vivo, en el que hizo equipo con Taynara para derrotar a Catalina García y Rita Reis. Al año siguiente, el 28 de febrero de 2020, luchó en su primer combate individual en un evento en vivo de NXT, enfrentándose a Kayden Carter. El 6 y 7 de marzo, Brandy apareció en sus últimos eventos en vivo, a tan solo una semana antes de que se reconociera como amenaza en los Estados Unidos a la pandemia de COVID-19, restringiendo efectivamente a todas las empresas deportivas la realización de eventos con audiencia en vivo. Entre 2019 y 2020, luchó solo en ocho combates. En el episodio del 14 de septiembre de NXT, obtuvo su única victoria en un combate individual al derrotar a Katrina Cortez. Bajo el nuevo nombre de B-Fab, en el episodio del 11 de mayo de 2021 de NXT, apareció junto al entonces recientemente formado stable, Hit Row. En el episodio del 28 de septiembre de NXT, su último combate fue en una lucha sin reglas a descalificación contra Elektra López, pero no tuvo éxito en ganarlo.

#### Roster principal (2021)
B-Fab hizo su debut en el roster principal uniéndose a la marca SmackDown después de ser seleccionada junto a Hit Row durante el draft de 2021. El 8 de noviembre de 2021, fue liberada de su contrato junto a Hit Row debido a recortes presupuestarios.

### Circuito independiente (2022)
Luego de su despido de WWE, Brandy y el resto de Hit Row hicieron algunas apariciones en la escena independiente, presentándose como The HitMakerZ.

### Regreso a WWE (2022–presente)

#### SmackDown (2022-presente)
En el episodio del 12 de agosto de 2022 de SmackDown, Hit Row hizo su regreso no anunciado, presentándose como faces, donde Top Dolla y Ashante «Thee» Adonis (acompañados por B-Fab) derrotaron a dos competidores locales. El 28 de enero de 2023, B-Fab hizo su debut en el ring del roster principal durante el Royal Rumble femenino, entrando como la séptima participante a dicha contienda. Fue eliminada en 36 segundos por la eventual ganadora, Rhea Ripley. Hit Row se disolvió silenciosamente con el despido de Top Dolla en septiembre de 2023, y con Adonis siendo anunciado como parte de un nuevo equipo junto Cedric Alexander en febrero de 2024.
En el episodio del 2 de febrero de 2024 de SmackDown, B-Fab se unió a Bobby Lashley y The Street Profits para formar el stable The Pride y ayudarlos a encarar a Scarlett de The Final Testament. El 7 de abril en la segunda noche de WrestleMania XL, B-Fab ayudó a The Pride a derrotar a The Final Testament en un combate de estipulación Philadelphia Street Fight. El 16 de agosto, el perfil de Lashley en WWE.com fue movido a la sección de alumnado, lo que significó la finalización de su contrato con WWE y la disolución de The Pride. Como resultado, The Pride desapareció y B-Fab siguió siendo mánager de The Street Profits, pero sin la mención de The Pride. En el episodio del 15 de noviembre de SmackDown, participó en una triple amenaza durante la primera ronda de un torneo para determinar a las contendientes principales al inaugural Campeonato Femenino de los Estados Unidos, enfrentándose contra Bayley y Candice LeRae sin lograr ganar. A pesar de no haber ganado, su progreso luchístico fue notorio en contraste a sus anteriores encuentros en el ring, demostrando una gran mejoría tras sus entrenamientos en The Dungeon 2.0, bajó la supervisión de Natalya y Tyson Kidd.
El 1 de febrero de 2025, en Royal Rumble, ingresó a la contienda femenina con la entrada número seis, donde fue la primera eliminada al ser sacada por Chelsea Green.

## Música
La participación de Brandy en la música incluye giras con artistas de rap como Soulja Boy y Jadakiss, así como colaboraciones con Juicy J, Ying Yang Twins, Too $hort, Young Dro, y Kurupt.
Desde 2013, a lanzado varias canciones a través de la plataforma iTunes Apple Music.
El 6 de marzo de 2023, Hit Row se reunió una vez más parcialmente cuando el rapero Monteasy lanzó un video musical con el nombre de Price Went Up con AJ Francis (también conocido como FRAN¢/Top Dolla), Rich Latta, Stephon Strickland (Swerve The Realest/ Isaiah «Swerve» Scott) y Briana Brandy (B-Fab).  
El 21 de julio de 2023, Brandy, junto a AJ Francis (Top Dolla) y Tehuti Miles (Ashante «Thee» Adonis) como parte de Hit Row, lanzaron un sencillo de estilo libre titulado Barbie Barz.

## Personaje luchístico
Sus vivencias atléticas incluyen experiencia como entrenadora de boxeo. También esta entrenada en Ninjutsu y ha estado involucrada en Cross Fitness.

## Otros medios

### Videojuegos
| Año  | Título        | Notas                                                                 | Ref.   |
| ---- | ------------- | --------------------------------------------------------------------- | ------ |
| 2021 | WWE SuperCard | Juego de actualizaciones periódicas para iOS y Android                | [ 33 ] |
| 2023 | WWE 2K23      | Como mánager de Hit Row incluida en el paquete DLC «Steiner Row Pack» | [ 34 ] |
| 2024 | WWE 2K24      | Como mánager                                                          | [ 35 ] |